# ميغيل كونتريرز
ميغيل كونتريرز (بالإنجليزية: Miguel Contreras)‏ هو نقابي أمريكي، ولد في 17 سبتمبر 1952 في دينوبا في الولايات المتحدة، وتوفي في 6 مايو 2005 بسبب نوبة قلبية.